# آستین جانکشن (اورگن)
آستین جانکشن (به انگلیسی: Austin Junction) یک منطقهٔ مسکونی در ایالات متحده آمریکا است که در اورگن واقع شده است.